# Frexit

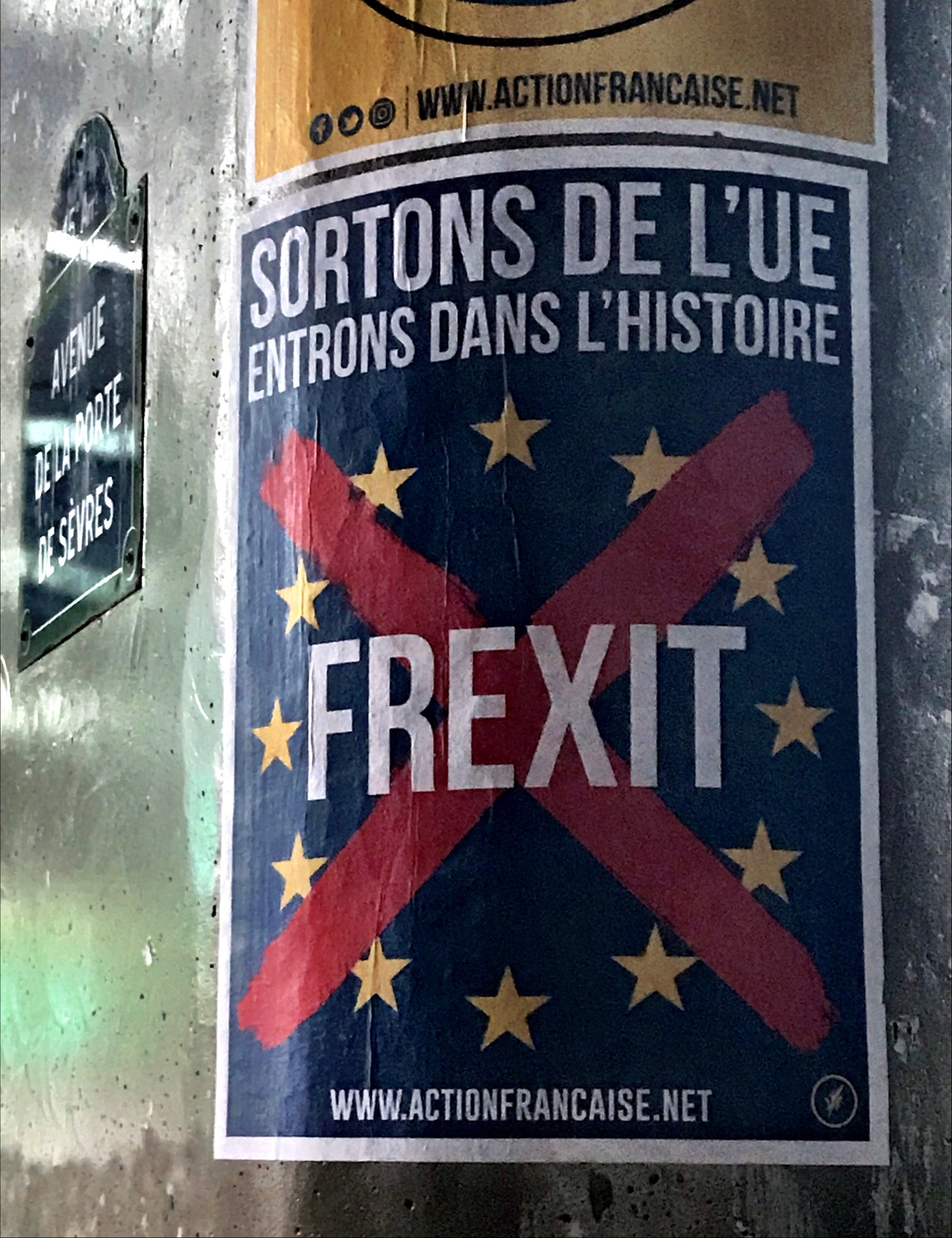
Frexit-Plakat in Paris (2018)

Frexit ist ein Kurzbegriff für eine Diskussion über einen hypothetischen Austritt Frankreichs aus der Europäischen Union (EU) oder der Eurozone.
Die Wortbildung Frexit ist dem Begriff Brexit für den EU-Austritt des Vereinigten Königreichs nachempfunden: Sie ist ein Kofferwort aus „Fr“ (für „Frankreich“ oder englisch bzw. französisch „France“) und „exit“ (englisch für Austritt). Es handelt sich um die politische Forderung einiger politischer Randparteien, der Begriff ist aber trotz gelegentlicher Nutzung in den Medien nie in den allgemeinen Sprachgebrauch eingegangen.

## Umfragen und politische Positionen
Laut Umfrageergebnissen des Pew Research Center aus dem Juni 2016 – kurz vor dem EU-Mitgliedschaftsreferendum im Vereinigten Königreich 2016 – sahen 61 Prozent der Franzosen die EU unvorteilhaft. Dies war innerhalb der ausgewerteten EU-Staaten das zweitschlechteste Ergebnis nach den Griechen mit 71 Prozent für „EU unvorteilhaft“. Bei einer im Juni 2016 von Taylor Nelson Sofres durchgeführten Erhebung zur direkten Frage des Verbleibs oder Austritts wünschten 45 Prozent der Franzosen den Verbleib und 33 Prozent den EU-Austritt.
Bei den französischen Präsidentschaftswahlen 2017 traten daher auch mehrere Kandidaten mit explizit anti-europäischen Positionen an: Marine Le Pen, die Vorsitzende der Front National, kündigte an, dass sie im Fall ihres Sieges den Austritt Frankreichs aus der EU mit Hilfe eines Austrittsreferendums betreiben werde. Ebenfalls haben sich Jean-Luc Mélenchon, Vorsitzender der Parti de Gauche, und Nicolas Dupont-Aignan, Vorsitzender von Debout la France, und François Asselineau, Präsident der Union populaire républicaine (UPR), für den Austritt bzw. für ein Referendum ausgesprochen, falls Neuverhandlungen der EU-Verträge scheitern würden.
Umfragen kurz vor den Wahlen sahen aber eine eher positive Haltung zu der EU mit einer Zweidrittelmehrheit deutlich gegen den Euro-Austritt.
Der deutliche Wahlsieg von Emmanuel Macron im Mai 2017, der offen pro-EU-Positionen im Wahlkampf vertreten hatte, und das schlechte Abschneiden von Le Pen und der verschiedenen anti-europäischen Kleinkandidaten wurde dann auch als ein klares Votum für die Verankerung Frankreichs in der EU gesehen. Le Pen schwächte ihre Haltung danach ab und verlangt seither nicht mehr offen einen Austritt aus der Eurozone.

## Austrittsbestrebungen in anderen europäischen Ländern
In einigen europäischen Ländern gibt es Gruppierungen, die ebenfalls einen Austritt aus der Europäischen Union anstreben. In Anlehnung an die Bezeichnung „Brexit“ für den Austritt des Vereinigten Königreichs ist in diesem Zusammenhang die Rede von Danexit (Dänemark), Dexit (Deutschland), Grexit (Griechenland), Italexit (Italien), Nexit (Niederlande) oder Öxit (Österreich).